# Realm of Chaos (Slaves to Darkness)
Realm of Chaos (Slaves to Darkness) is een album van Bolt Thrower, opgenomen in de Loco Studios in april 1989, met behulp van Tim Lewis. Het werd in juli 1989 gemixt in de Slaughterhouse Studios door Colin Richardson. Het album werd geproduceerd door Bolt Thrower en Digby Pearson.
Uitgebracht op Earache Records: Mosh 13 in 1989.

## Tracklijst
1. Intro	1:17
2. Eternal War	2:08
3. Through the Eye of Terror	4:22
4. Dark Millennium	2:59
5. All that Remains	4:39
6. Lost Souls Domain	4:13
7. Plague Bearer	2:54
8. World Eater	4:55
9. Drowned in Torment	3:04
10. Realm of Chaos	2:50
11. Prophet of Hatred ¹	3:52
12. Outro	0:59

Totale duur: 38:12
¹ Cd-bonustrack

## Artiesten
- Karl Willetts: zang
- Gavin Ward: gitaar
- Barry Thompson: gitaar
- Andrew Whale: drums
- Jo Bench: bas